# Alsótelekes
Alsótelekes là một thị trấn thuộc hạt Borsod-Abaúj-Zemplén, Hungary. Thị trấn này có diện tích 6,44 km², dân số năm 2010 là 146 người, mật độ 23 người/km².